# استان کویت
استان کویت ( عربی: محافظة الكويت ) نوزدهمین استان عراق بود که پس از تهاجم عراق به کویت  در سال ۱۹۹۰ تأسیس شد.  پیش از آن به مدت کوتاهی یک دولت دست نشانده به نام جمهوری کویت توسط عراق روی کار آمده بود. استان کویت شامل اکثر سرزمین های اشغالی کویت بود، به استثنای مناطق شمالی که به منطقه «صدامیات المتلع» تبدیل شد. علی حسن المجید از نزدیکان صدام حسین استاندار این استان شد.